# Olivpython

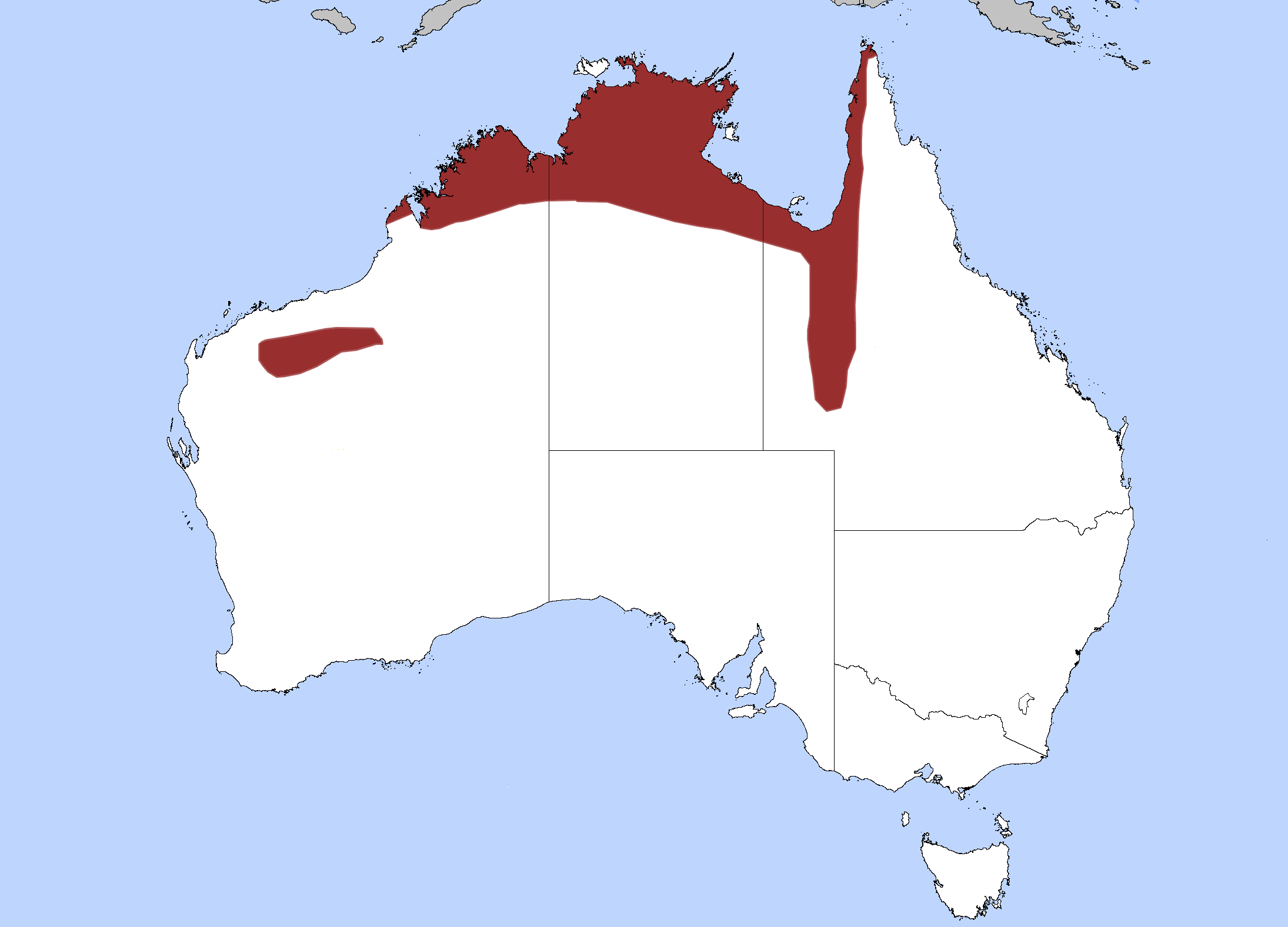
Verbreitungsgebiet der Olivpython

Der Olivpython (Liasis olivaceus), auch Olivfarbener Python, ist eine Schlangenart aus der Familie der Pythons.

## Merkmale
Der Olivpython erreicht eine Länge von 2 m, selten bis zu 4 Metern. Der länglich pfeilförmige Kopf ist deutlich vom Hals abgesetzt. Rücken und Flanken sind dunkeloliv bis olivbraun mit häufig dunklerem Rücken und cremefarbenen Lippen und Bauch. Die Unterart L. o. barroni wird allgemein größer als die Nominatform L. o. olivaceus und weist weniger Dorsalschuppen und mehr Ventralschilde auf.
Beschuppung: Der Frontalschild ist groß. Je Kopfseite ist ein Supraokularschild und ein Internasalschild vorhanden. Je ein Paar großer und ein Paar kleine Präfrontalschilde vorhanden werden durch einen kleinen Schild getrennt. Ein, seltener zwei Prä- und drei bis vier Postokularschilde sind vorhanden. Die Supralabialschilde, von denen die ersten beiden Wärmesinnesgruben tragen und der fünfte und sechste oder der sechste und siebte den Augenrand berühren, zählen 12 bis 15. Die Infralabialschilde, von denen vier bis sieben Sinnesgruben aufweisen zählen 18 bis 22. Der Rumpf weist bei L. olivaceus olivaceus 61 bis 72 Schuppenreihen, 321 bis 377 Ventralschilde und 96 bis 119 Subkaudalschilde auf. Bei L. olivaceus barroni finden sich 58 bis 63 Schuppenreihen und 374 bis 411 Ventralschilde. Der Afterschild ist ungeteilt.

## Verbreitung und Lebensraum
Das Verbreitungsgebiet der Nominatform erstreckt sich von Kimberley bis Zentral-Queensland in Nordostaustralien sowie über die Kimberley vorgelagerten Inseln. Die Art kommt in feuchten und trockenen Gegenden vor und bevorzugt felsiges Gelände mit Versteckmöglichkeiten. L. o. barroni findet sich in der Pilbara-Region in Westaustralien und gilt aufgrund von Habitatverlust und Bedrohung durch verwilderte Hunde und Katzen als ernsthaft bedroht.

## Lebensweise und Fortpflanzung
Der Olivpython ist hauptsächlich nacht- und dämmerungsaktiv und vorwiegend am Boden anzutreffen. Das Beutespektrum umfasst verschiedene Wirbeltiere, denen aus Verstecken, häufig auch aus dem Wasser heraus aufgelauert wird.
Die Paarungszeit fällt in den Juni bis August, die Männchen suchen dabei die Weibchen auf und führen ritualisierte Kämpfe um diese aus. Die Eiablage findet im November statt, die Gelegegröße liegt bei 11 bis 40 Eiern. Die Jungtiere schlüpfen nach etwa zwei Monaten.